# ベアトリーツァ・フランコパン

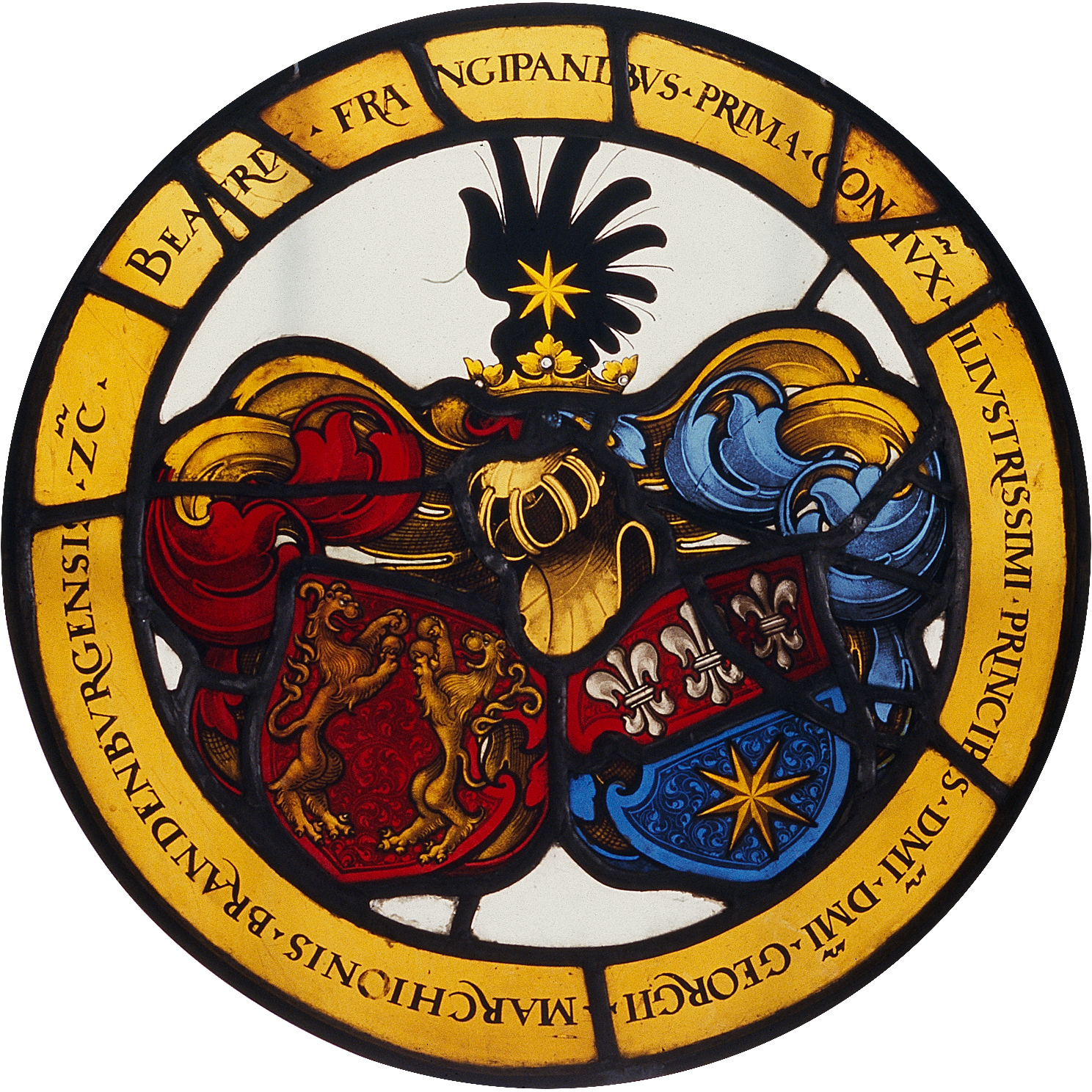
ベアトリーツァの紋章、アンスバッハ・グンベルトゥス教会のステンドグラス

ベアトリーツァ・フランコパン（Beatrica Frankopan, 1480年 - 1510年3月27日頃）は、クロアチアの貴族女性。2度の結婚でハンガリーやドイツの君侯家に嫁した。

## 生涯
父はクルク・モドルシュ公ベルナルディン・フランコパン。母はロッサーノ公・スクイッラーチェ公マリーノ・マルツァーノとナポリ王アルフォンソ5世の庶出の娘エレオノーラ・ディアーナ・ダラゴーナの間に生まれたルイーザ・マルツァーノ・ダラゴーナ。ハンガリー王マーチャーシュ1世の2番目の王妃ベアトリーチェ・ダラゴーナは従叔母（母の従姉）で、ハンガリー王室とは縁戚関係だった。父も弟クルスト・フランコパン・ブリニスキもクロアチア総督を務めている。ベアトリーツァは非常に美しい容姿の持ち主だったと記録されている。
1496年、マーチャーシュ1世の庶子コルヴィン・ヤーノシュと最初の結婚をする。夫はシレジアやハンガリーに莫大な所領を持つ資産家で、当時クロアチア総督の地位にもあった。夫婦の間には3人の子が生まれた。
- エルジェーベト（1496年 - 1508年） - サポヤイ・ジェルジ（英語版）と婚約
- クリシュトーフ（1499年 - 1505年）
- マーチャーシュ（1504年 - 1505年）

夫が若くして死ぬと、彼女はフニャディ家の女家長となり、幼い子供たちを後見する役目を担うが、子供たちは夫の死から間もなく相次いで夭折した。最後に死んだ娘の服喪期間が過ぎると、ベアトリーツァはすぐに夫の宗主であったボヘミア・ハンガリー王ウラースロー2世の命令で王の甥と再婚することが決まった。1509年1月21日、彼女はジュラでブランデンブルク＝クルムバッハ＝アンスバッハ辺境伯家の公子ゲオルクと再婚した。ゲオルクは伯父のウラースロー2世から、彼女の前夫の一族フニャディ＝コルヴィン家の全資産の継承を認められていた。その資産はコルヴィニロル城及びリポヴァ城塞、252の村邑で構成されていた。ゲオルクは妻を通じての資産継承のおかげでハンガリー有数の大土地所有者になった。なお、マーチャーシュ1世の築いたコルヴィナ文庫の収集品の一部がドイツのヴォルフェンビュッテルに移ったのは、2人の結婚がきっかけだったと言える。
ベアトリーツァは再婚して1年後に亡くなった。ゲオルクはハンガリー国内の資産の大半を売却し、それで得た金でシレジアの大規模な所領を入手した。

## 引用
1. ↑  http://fabian.sub.uni-goettingen.de/fabian?Bibliotheken_In_Ungarn